# 小行星4786
小行星4786（英語：4786 Tatianina）是一颗围绕太阳公转的小行星。1985年8月13日，尼古拉·切爾尼赫在克里米亚发现了此天体。
这颗小行星的绝对星等为118.4743577782661等。